# Frank Peters
Frank Peters (1965) is een Nederlands concertpianist. 

## Loopbaan
Peters studeerde piano bij Janine de Mever aan het Arnhems Conservatorium en bij Jan Wijn aan het Sweelinck Conservatorium in Amsterdam. Hij studeerde af met hoogste onderscheiding. Daarna volgde hij lessen bij Peter Feuchtwanger, Elisabeth Leonskaja, Hans Leygraf, Gyorgy Sebök en Boris Berman.
Peters speelde op alle grote podia van Nederland. Daarnaast trad hij op in bijna alle landen van Europa en in Rusland, China, Australië en de Verenigde Staten. 
Als solist trad hij op met onder meer het Radio Filharmonisch Orkest, het Radio Symfonie Orkest, het Residentie Orkest, Het Gelders Orkest en het Pools Nationaal Radio Orkest in pianoconcerten van Rachmaninov, Prokofjev, Sjostakovitsj, Schnittke, Ravel, Gershwin, Beethoven en Bach. In 2004 speelde Peters de wereldpremière van het derde pianoconcert van Hanna Kulenty op het festival Musica Polonica Nova. In 2006 speelde hij de Nederlandse première van dit stuk met het Radio Filharmonisch Orkest. 
Ook is hij actief in de kamermuziek. Peters speelde met het Quatuor Danel onder meer de pianokwintetten van Sorabji, Medtner, Respighi, Fauré, Franck, Sjostakovitsj en Schnittke. Met het Zephyr Kwartet speelde hij in 2003 een programma rondom de Canadese componist Claude Vivier, dat herhaald werd op het Holland Festival 2005 en het Melbourne International Arts Festival in 2006. 

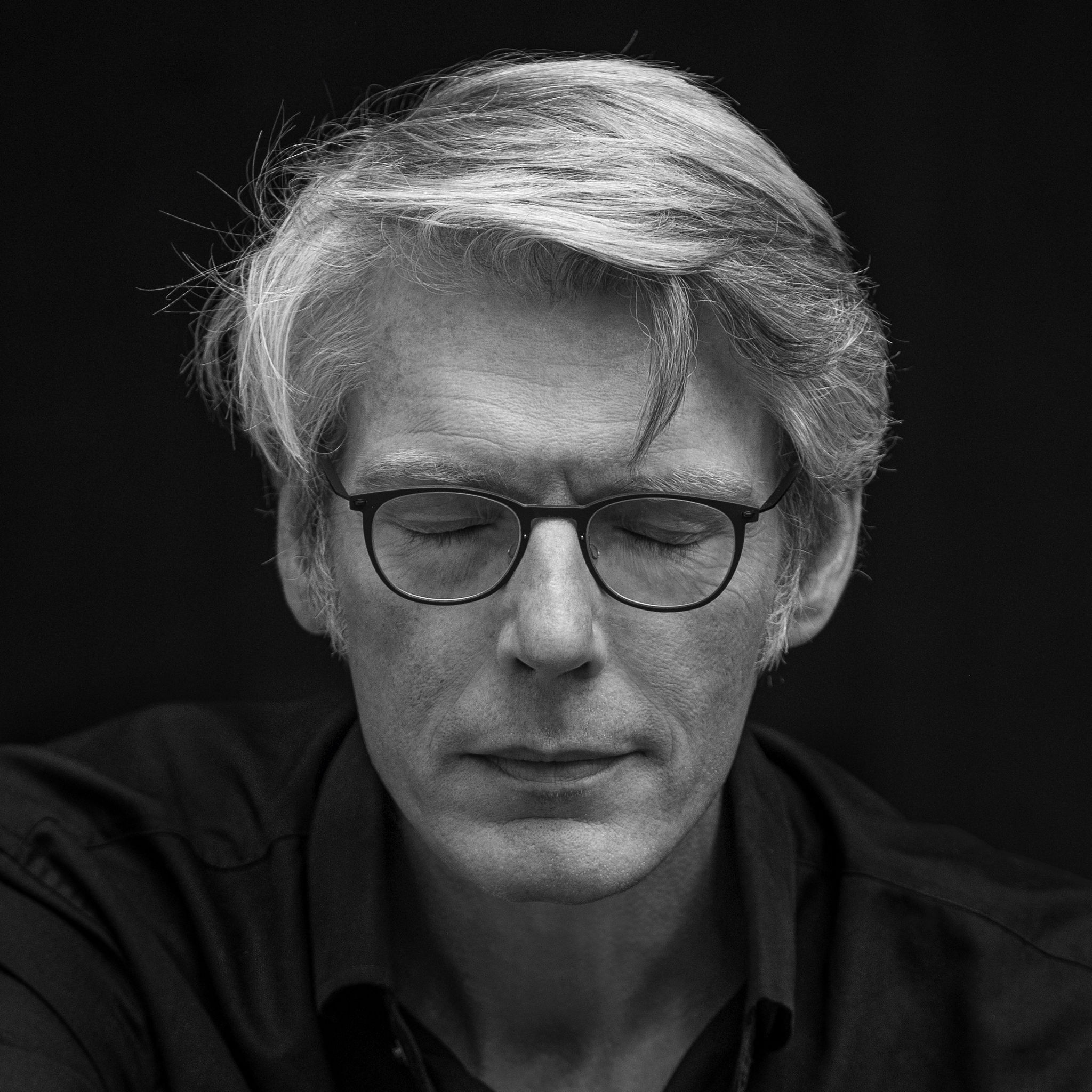

Peters is pianist van het Hexagon Ensemble. Met de mezzosopraan Ekaterina Levental vormt hij een duo dat het integrale liedoeuvre van Nikolaj Medtner uitvoert en opneemt.
Peters is hoofdvakdocent aan het Conservatorium van Amsterdam. Verder geeft hij workshops en masterclasses in Italië, Duitsland, Frankrijk, België en China.

## Prijzen en onderscheidingen
Peters won prijzen bij nationale en internationale concoursen, waaronder het Internationale Prokofjev Concours te Sint-Petersburg en het Eduard Flipse concours te Rotterdam. Voor hun eerste Medtner-cd Incantation ontvingen Ekaterina Levental en Frank Peters in september 2021 in Moskou de Pure Sound Award voor de beste opname van de Russische muziek.

## Registraties
Peters concerten zijn opgenomen voor radio en televisie in binnen- en buitenland. Hij nam cd's op met muziek van Hanna Kulenty, Jacob ter Veldhuis en anderen. Met het Hexagon Ensemble nam hij de cd's The Dutch Connection en The British Connection op. De vijfdelige Medtner-reeks met mezzo-sopraan Ekaterina Levental verschijnt op het label Brilliant Classics. 